# Novopokrovka (Anútxinski)
|  | Per a altres significats, vegeu «Novopokrovka». |

Novopokrovka (en rus: Новопокровка) és un poble del krai de Primórie, a l'Extrem Orient de Rússia, que en el cens del 2010 tenia 95 habitants. Pertany al districte rural d'Anútxinski.